# آستین ای۴۰ دوون

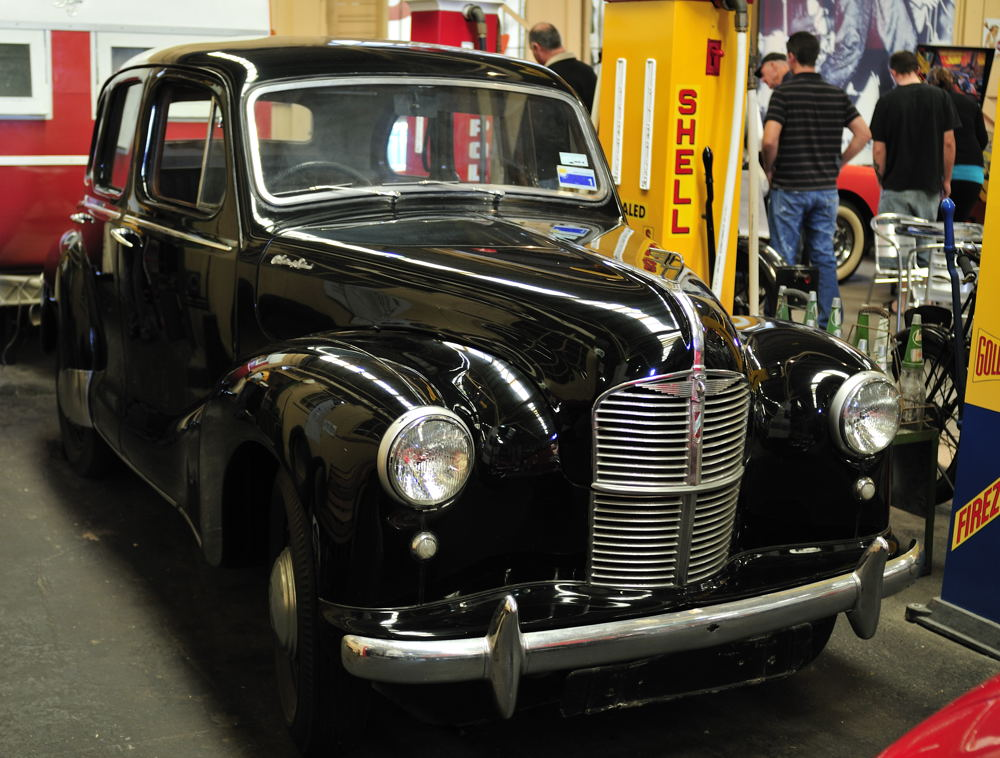

آستین ای۴۰ دوون (Austin A۴۰ Devon) خودرویی است که در سال‌های ۱۹۴۷ تا ۱۹۵۲۴۵۶،۵۴۴تولید شده‌است.
این خودرو در کلاس خودرو سایز متوسط قرار گرفته و وزن آن در حالت طبیعی ۲٬۱۳۰ پوند (۹۶۶ کیلوگرم) است.
موتور آن ۱۲۰۰ سی‌سی است.

## نگارخانه

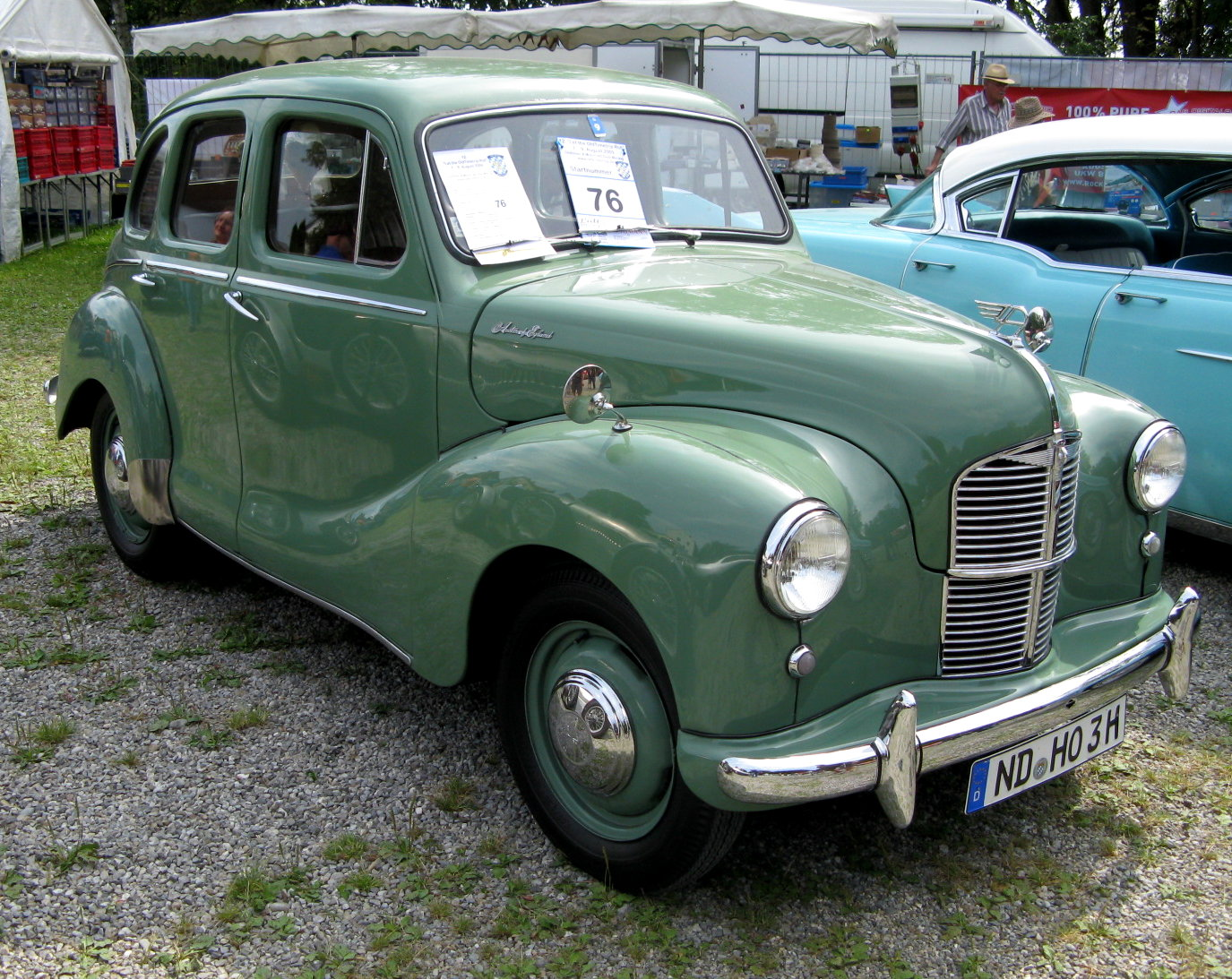
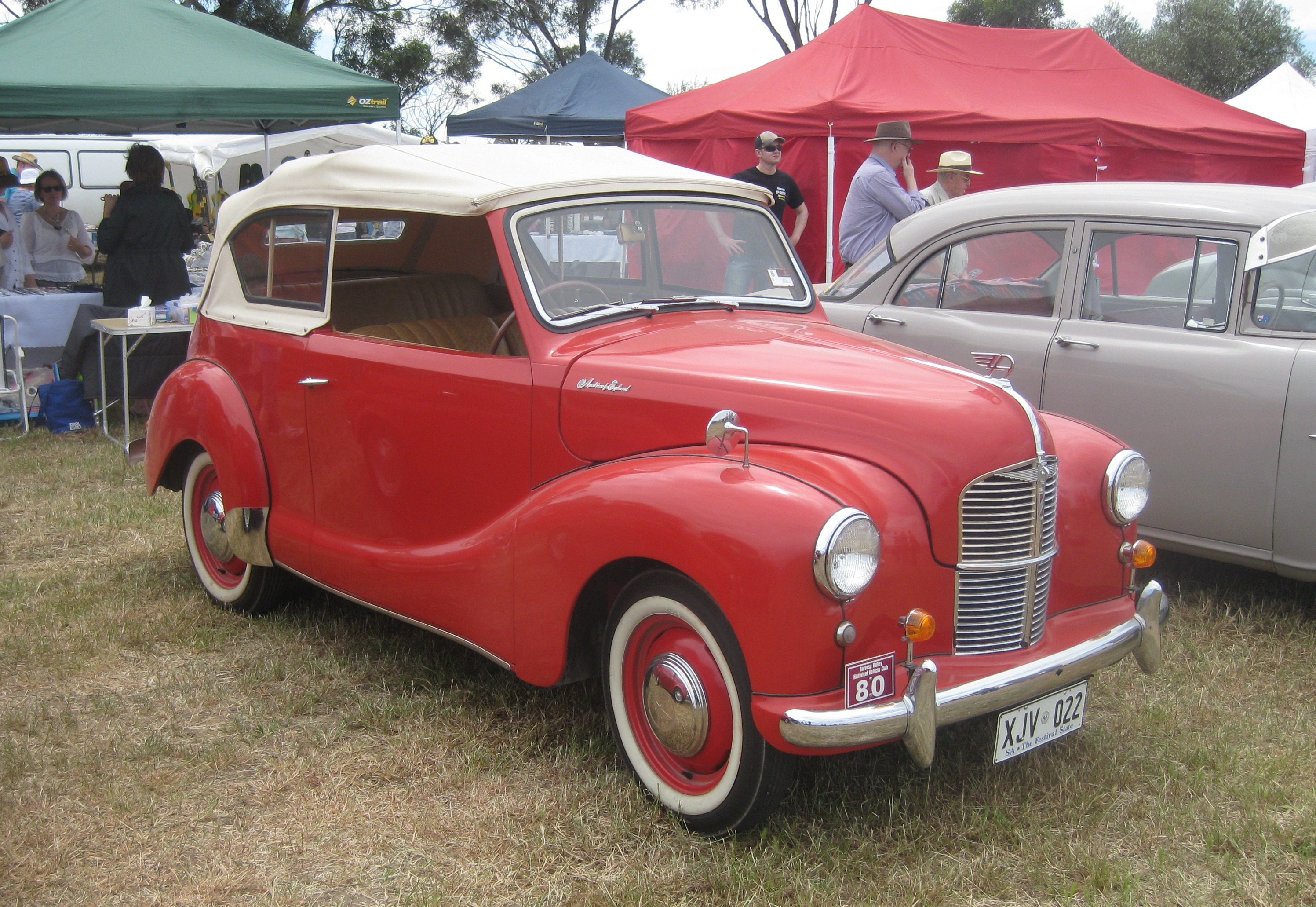
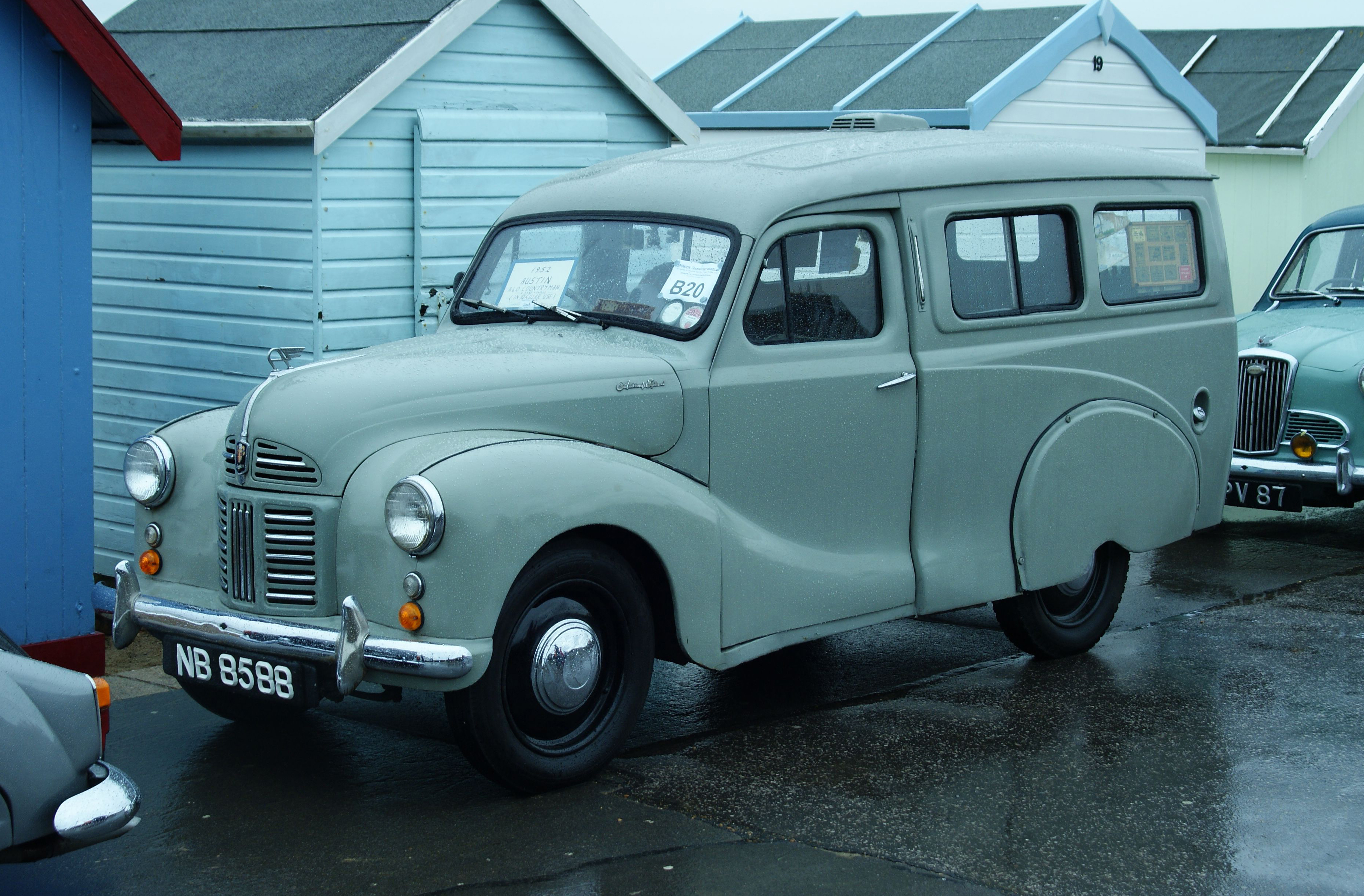
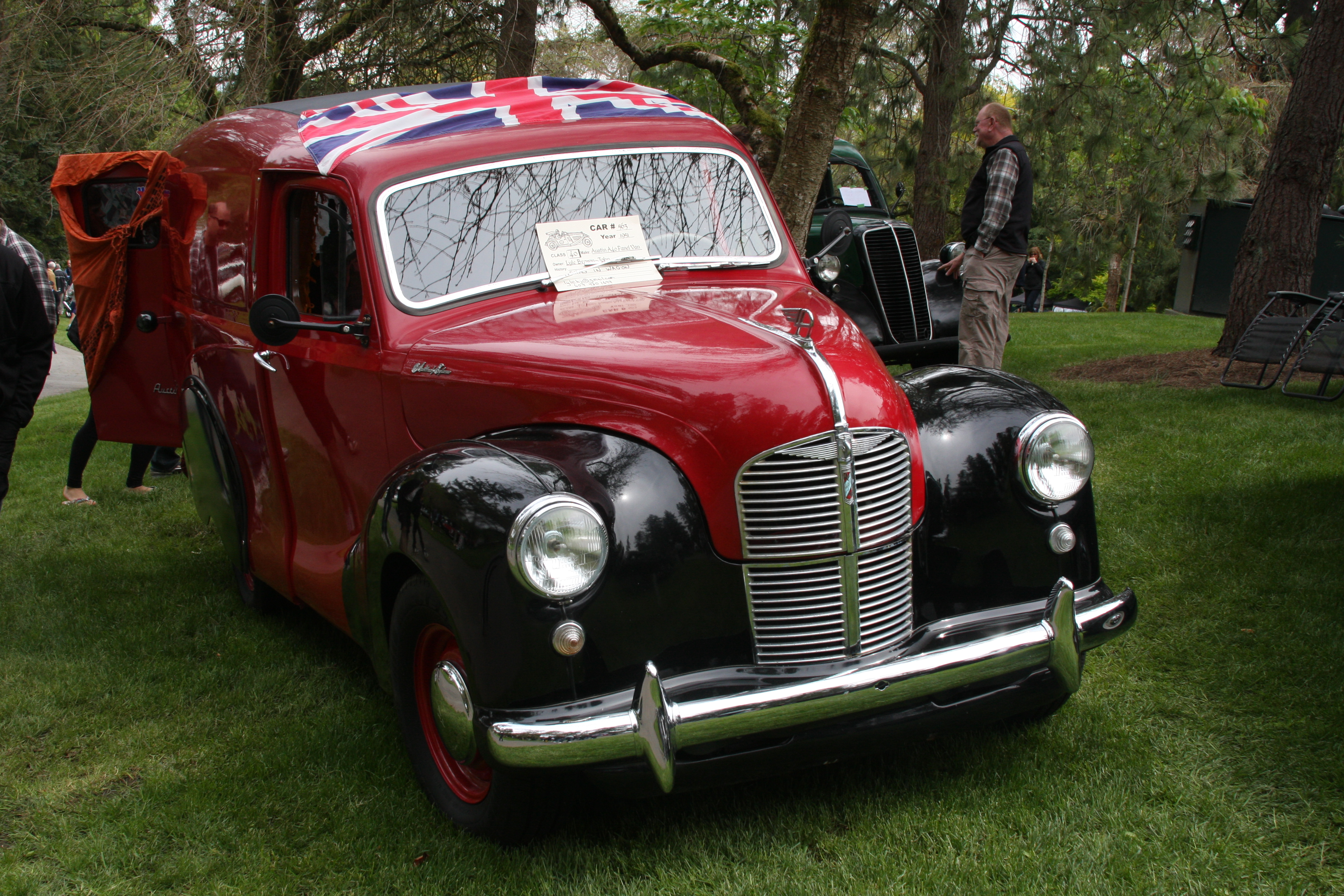